# Takahata Tomoya
Takahata Tomoya (髙畑 智也 Takahata Tomoya, sinh ngày 2 tháng 12 năm 1994) là một cầu thủ bóng đá người Nhật Bản. Anh thi đấu cho SC Sagamihara.

## Sự nghiệp
Takahata Tomoya gia nhập câu lạc bộ J3 League SC Sagamihara năm 2017.